# Graham Dadds
Graham Dadds   () va ser un jugador d'hoquei sobre herba gal·lès que jugava de porter, guanyador d'una medalla olímpica.
El 1952 va prendre part en els Jocs Olímpics de Hèlsinki, on guanyà la medalla de bronze en la competició d'hoquei sobre herba.
Entre 1932 i 1955 fou 36 vegades internacional per Gal·les i pel Regne Unit. A nivell de clubs jugà al Swansea Nomads HC. Una vegada retirat, el 1956, fou president de la Federació Gal·lesa d'Hoquei.